# Pic d'Everett
Dinopium everetti
Espèce
Statut de conservation UICN

 NT  : Quasi menacé
Le Pic d'Everett (Dinopium everetti) est une espèce d'oiseaux de la famille des Picidae, anciennement considérée comme une sous-espèce du Pic à dos rouge (D. javanense).

## Répartition
Cet oiseau vit dans le sud-ouest de l'archipel des Philippines : Balabac, Palawan et îles Calamian.